# Розщеплення за Варрентраппом
Розщеплення за Варрентраппом (рос. расщепление Варрентраппа, англ. Varrentrapp cleavage) — перетворення вищих ненасичених кислот (типу олеїнової) при сплавленні з лугом (при 300—320 °С), що супроводиться міграцією подвійного зв‘язку в α,β-положення з подальшим розщепленням до оцтової кислоти й насиченої, яка містить на 2 атоми С менше за вихідну.
RCH=CH–(CH2)n–CO2– → R(CH2)n–CO2– + CH3CO2–